# Cobos de Fuentidueña
Cobos de Fuentidueña ist eine Gemeinde (municipio) in der spanischen Provinz Segovia. Sie liegt im Süden der Autonomen Region Kastilien und León, an der Nordwestabdachung der Sierra de Guadarrama. Sie hat 28 Einwohner (Stand: 2024). 

## Geographie
Cobos de Fuentidueña liegt etwa 52 Kilometer nordnordöstlich vom Stadtzentrum von Segovia in einer Höhe von ca. 835 m. 
Cobos de Fuentidueña befindet sich innerhalb der Zone des kontinentalen mediterranen Klimas.

## Bevölkerungsentwicklung
| Jahr      | 1970 | 1981 | 1991 | 2001 | 2011 | 2021 |
| Einwohner | 177  | 98   | 92   | 61   | 38   | 34   |

## Sehenswürdigkeiten

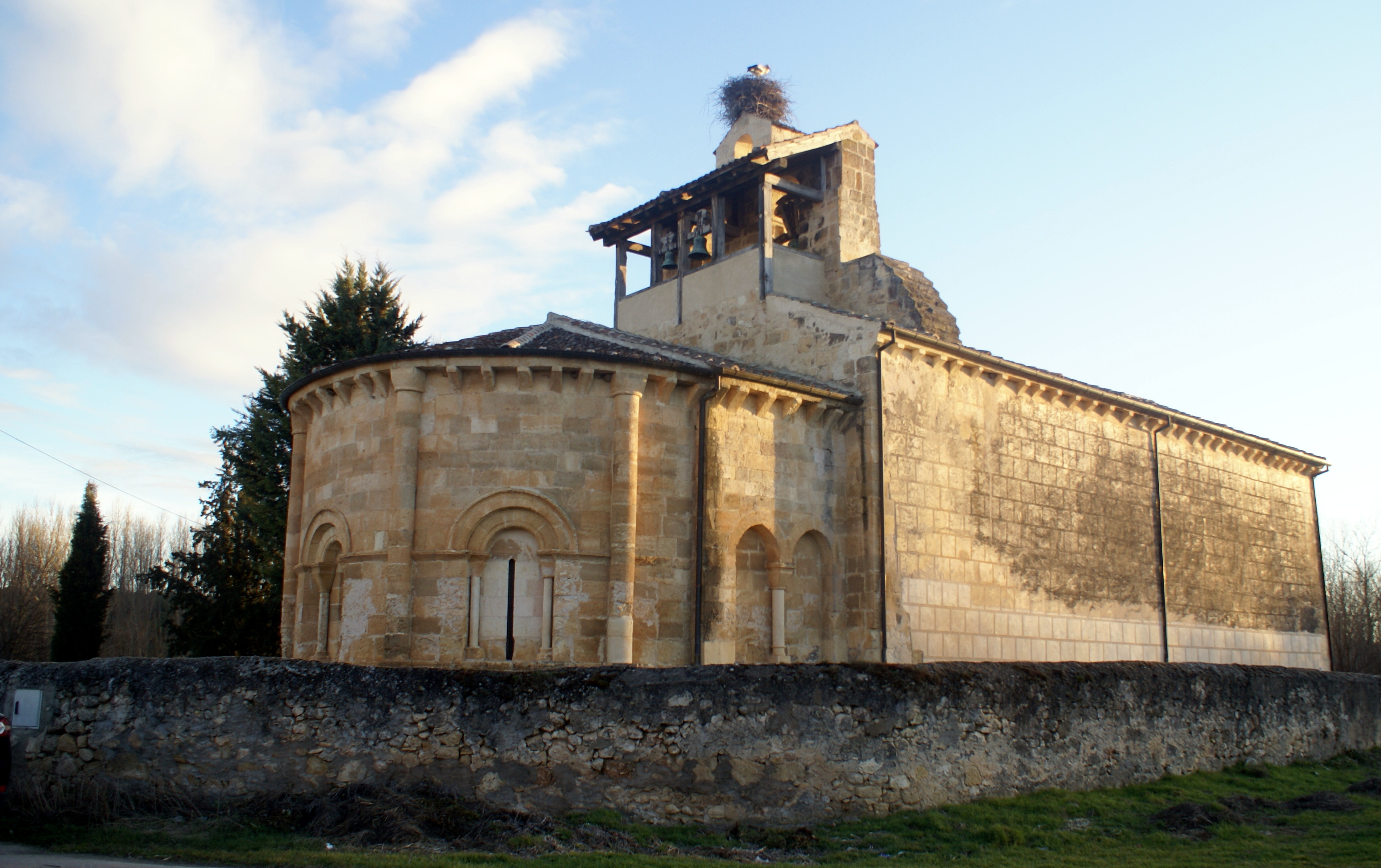
Julianuskirche
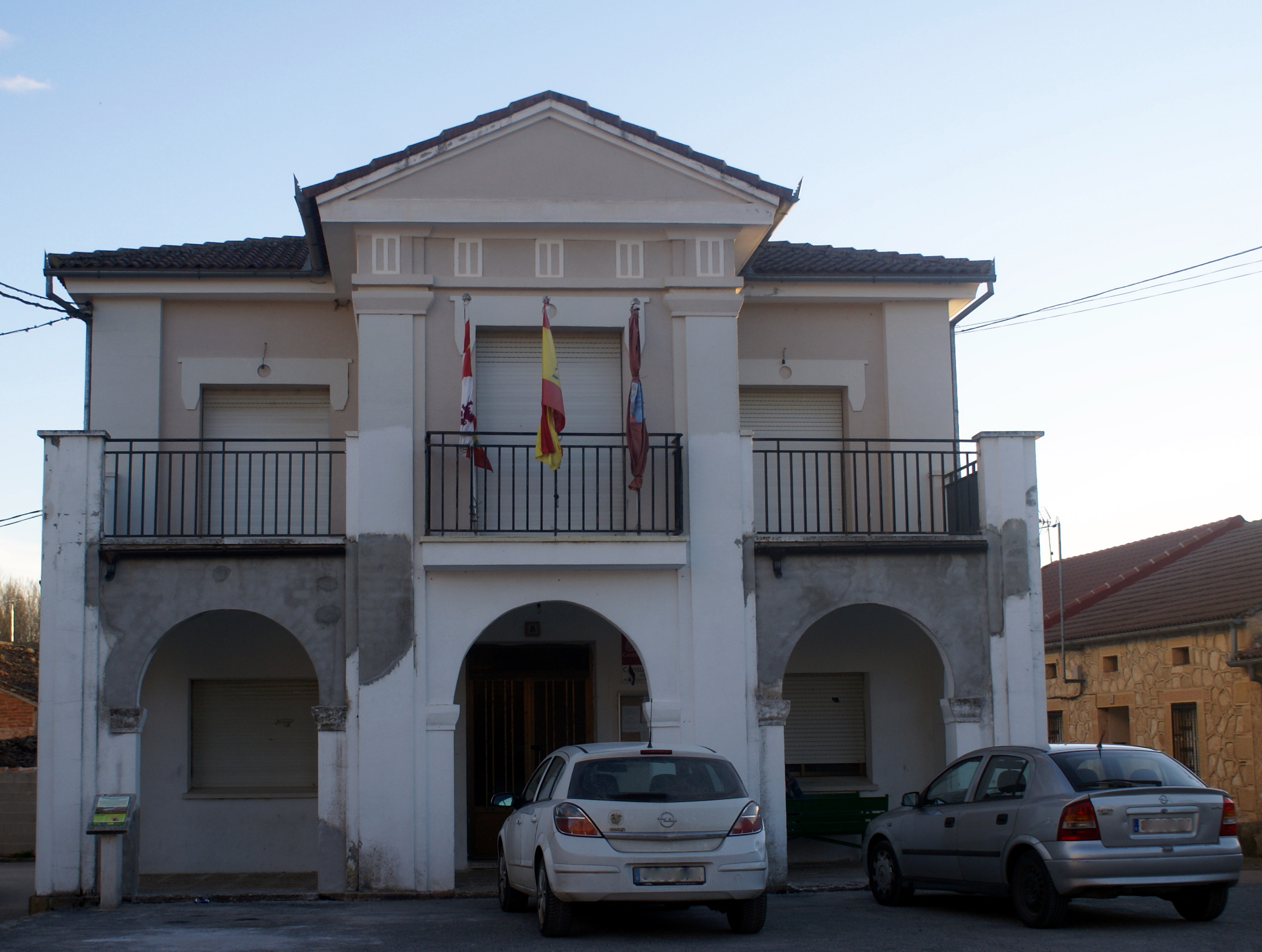
Rathaus

- Julianuskirche
- Rathaus